# Sylvicola reconditus
Sylvicola reconditus är en tvåvingeart som först beskrevs av Harris 1780.  Sylvicola reconditus ingår i släktet Sylvicola och familjen snäppflugor.
Artens utbredningsområde är Storbritannien. Inga underarter finns listade i Catalogue of Life.